# Mārcis Ošs
Mārcis Ošs (* 25. Juli 1991 in Limbaži) ist ein lettischer Fußballspieler, der sowohl auf der rechten als auch auf der linken Innenverteidiger-Position eingesetzt wird.

## Karriere

### Verein
Er begann 2007 beim FK Auda und wechselte 2009 zu FK Limbaži. 2011 spielte er beim FK Jelgava, hier konnte sich Ošs als Stammspieler etablieren und bestritt über 100 Pflichtspiele. Er gewann auch dreimal in Folge den lettischen Fußballpokal mit seinem Klub. Zudem wurde er in der Saison 2015 zum besten Verteidiger der Virslīga gewählt.
2016 wechselte er erstmals in seiner Karriere ins Ausland zum polnischen Verein Górnik Zabrze, kehrte nach neun Spielen jedoch in seine Heimat zurück und unterschrieb erneut bei Jelgava. 2018 kaufte ihn FK Spartaks Jūrmala, im selben Jahr wurde er in die Schweiz zu Neuchâtel Xamax verliehen.

### Nationalmannschaft
Ošs spielt seit Anfang 2017 in unregelmäßigen Abständen für die lettische Fußballnationalmannschaft, sein Debüt gab er am 28. März 2017 bei einem Freundschaftsspiel gegen Georgien. Bisher konnte er sich als Stammspieler noch nicht durchsetzen.